# Барнвил на Сени
Барнвил на Сени (фр. Barneville-sur-Seine) насеље је и општина у северној Француској у региону Горња Нормандија, у департману Ер која припада префектури Берне.
По подацима из 2011. године у општини је живело 473 становника, а густина насељености је износила 53,93 становника/km². Општина се простире на површини од 8,77 km². Налази се на средњој надморској висини од 124 метара (максималној 142 m, а минималној 1 m).

## Демографија
| 1962. | 1968. | 1975. | 1982. | 1990. | 1999. | 2011. |
| ----- | ----- | ----- | ----- | ----- | ----- | ----- |
| 326   | 328   | 340   | 419   | 427   | 411   | 473   |

График промене броја становника у току последњих година